# '83サマースペシャル
『'83サマースペシャル』（はちじゅうさんサマースペシャル）は、1983年7月4日から同年9月19日までテレビ朝日系列局が編成していたテレビ朝日製作の単発特別番組枠である。全7回。編成時間は毎週月曜 20:00 - 20:54 （日本標準時）。

## 概要
前番組『爆笑!!ドットスタジオ』の早期打ち切りに伴い、同年秋の改編までのつなぎ番組として編成された。途中1か月以上にわたる休止期間があり、その間は『月曜ワイド劇場』の特別企画やスポーツ中継が編成されていた（これらはこの枠名を冠していなかった）。編成再開以後は、アントニオ猪木がメインの番組を放送することが多かった。

## 放送番組一覧
| 回                                                                       | 放送日  | 番組名                                   |
| ------------------------------------------------------------------------ | ------- | ---------------------------------------- |
| 1                                                                        | 7月4日  | たけしのわがままいっぱい                 |
| 2                                                                        | 7月11日 | 輝け!あなたが勝手に選ぶ爆笑グランプリ    |
| （この間、『月曜ワイド劇場』の特別企画やスポーツ中継の編成によって休止） |         |                                          |
| 3                                                                        | 8月22日 | アントニオ猪木と少年おばけ探偵団         |
| 4                                                                        | 8月29日 | 激戦！アントニオ猪木の野獣王国サバイバル |
| 5                                                                        | 9月5日  | 驚異！アントニオ猪木のこれが忍者だ!!     |
| 6                                                                        | 9月12日 | バングラデシュ緊急企画                   |
| 7                                                                        | 9月19日 | 摩天楼の熱い風 ビリー・ジョエル          |